# Йоана Тудоран
Йоана Тудоран (3 серпня 1948) — румунська академічна веслувальниця.
Бронзова призерка Олімпійських Ігор 1976 року в складі парної четвірки.
Срібна призерка Чемпіонату світу 1974 року в складі парної четвірки.
Чемпіонка Європи 1968, 1970, 1971 років у складі парної четвірки, срібна призерка 1969 року в складі парної четвірки.